# 国际单位制词头
国际单位制词头（英語：metric prefix），也称是国际单位制中用于表示计量单位的倍数和分数的前缀，共有24个词头，大多数是千的整数次幂。这些词头以十进制为基础，广泛应用于各种物理量的单位中，如长度、质量、容积、频率、压强等。
每个前缀都有一个唯一符号，可添加到任何单位符号前面。例如，前缀“千”（kilo-, k）可以添加到“克”（gram, g）前面，表示乘以1000：1（kilogram, kg）等于1000克。同样，前缀“毫”（milli-, m）可以添加到“米”（meter, m）前面，表示除以1000：一毫米（millimeter, mm）等于千分之一米。十进制乘法前缀是所有国际单位制词头的特征，其中六个可以追溯到1790年代公制的引入。国际单位制词头也称公制前缀（英語：SI prefix），虽然也用于一些非公制单位。公制前缀由国际度量衡局 (BIPM) 在 1960 年至 2022 年的决议中标准化用于国际单位制 (SI)。自 2009 年以来，它们已成为 ISO/IEC 80000 标准的一部分。它们还用于统一计量单位代码 (UCUM)。

## 词头列表
| 国际单位制   | 国际单位制 | 国际单位制 | 国际单位制 | 国际单位制 | 国际单位制 | 国际单位制  | 国际单位制 |
| ------------ | ---------- | ---------- | ---------- | ---------- | ---------- | ----------- | ---------- |
| 中國大陸名称 | 臺灣名称   | 英语名称   | 符号       | 1000m      | 10n        | 十进制      | 启用时间   |
| 昆（昆它）   | 昆         | quetta     | Q          | 100010     | 1030       | 1000        | 2022       |
| 容（容那）   | 羅         | ronna      | R          | 10009      | 1027       | 1000        | 2022       |
| 尧（尧它）   | 佑         | yotta      | Y          | 10008      | 1024       | 1000        | 1991       |
| 泽（泽它）   | 皆         | zetta      | Z          | 10007      | 1021       | 1000        | 1991       |
| 艾（艾可萨） | 艾         | exa        | E          | 10006      | 1018       | 1000        | 1975       |
| 拍（拍它）   | 拍         | peta       | P          | 10005      | 1015       | 1000        | 1975       |
| 太（太拉）   |            | tera       | T          | 10004      | 1012       | 1000        | 1960       |
| 吉（吉咖）   | 吉         | giga       | G          | 10003      | 109        | 1000        | 1960       |
|              | 百萬       | mega       | M          | 10002      | 106        | 1000        | 1873       |
| 千           | 千         | kilo       | k          | 10001      | 103        | 1000        | 1795       |
| 百           | 百         | hecto      | h          | 10002/3    | 102        | 100         | 1795       |
| 十           | 十         | deca       | da         | 10001/3    | 101        | 10          | 1795       |
|              |            |            |            | 10000      | 100        | 1           |            |
| 分           | 分         | deci       | d          | 1000−1/3   | 10-1       | 0.1         | 1795       |
| 厘           | 厘         | centi      | c          | 1000−2/3   | 10-2       | 0.01        | 1795       |
| 毫           | 毫         | milli      | m          | 1000-1     | 10-3       | 0.001       | 1795       |
| 微           | 微         | micro      | µ          | 1000-2     | 10-6       | 0.000001    | 1873       |
| 纳（纳诺）   | 奈         | nano       | n          | 1000-3     | 10-9       | 0.000000001 | 1960       |
| 皮（皮可）   | 皮         | pico       | p          | 1000-4     | 10-12      | 0.000000001 | 1960       |
| 飞（飞母托） | 飛         | femto      | f          | 1000-5     | 10-15      | 0.000000001 | 1964       |
| 阿（阿托）   | 阿         | atto       | a          | 1000-6     | 10-18      | 0.000000001 | 1964       |
| 仄（仄普托） | 介         | zepto      | z          | 1000-7     | 10-21      | 0.000000001 | 1991       |
| 幺（幺科托） | 攸         | yocto      | y          | 1000-8     | 10-24      | 0.000000001 | 1991       |
| 柔（柔托）   | 絨         | ronto      | r          | 1000-9     | 10-27      | 0.000000001 | 2022       |
| 亏（亏科托） | 匱         | quecto     | q          | 1000-10    | 10-30      | 0.000000001 | 2022       |
| 1.           |            |            |            |            |            |             |            |

### 中文译名
两岸四地使用的國際單位制詞頭法源不同。中華民國用的前綴詞（或稱前置詞）依據中華民國經濟部標準檢驗局公告的《法定度量衡單位及其使用之倍數、分數之名稱、定義及代號》。中華人民共和國依據中华人民共和国国务院公布的行政法规《中華人民共和國法定計量單位》。香港和澳門不受上列两种規定所限。
須特別留意的是，源自中文大数系统的「兆」字在中国大陆和台湾的國際單位制詞頭中均使用，但含义并不相同。古代中文大数有四個进位系統，分别为上數、中數、下數、萬進，中国大陆按照下數体系中的“十萬曰億，十億曰兆”将“兆”用作百万「mega-」（106），而台湾和日本则按照万进系统“萬萬曰億，萬億曰兆”将“兆”用作万亿“tera-”（1012）。因此，表示功率的 MW，在臺灣稱為「百萬瓦」、「千瓩」、中國大陆稱為「兆瓦」；表示頻率的 MHz，台灣稱為「百萬赫」，但也常稱為「兆赫」。

### 新增國際單位制詞頭
2022年11月18日在法国巴黎举行的第27届国际计量大会采纳了英国国家物理实验室度量衡学负责人理查德·布朗的建议，增加了四个新的词头，分别是ronna、quetta、ronto和quecto；其中，ronna和quetta表示极大的数字，分别表示有效数字后有27个零和有30个零，ronto和quecto则用于表示极小的数字，分别表示小数点后有27个零和30个零。这是1991年以来，国际单位制首次新增内容。布朗表示：“之所以选择ronna、quetta、ronto和quecto为新增单位词头，是因为只有字母r和q尚未被用作单位词头，同时这4个单词发音听起来像希腊语发音，并满足大单位词头以a结尾、小单位词头以o结尾的惯例。”
2023年5月20日，全国科学技术名词审定委员会、国家市场监督管理总局联合发布国际单位制新词头中文名称：容[那]、柔[托]、昆[它]、亏[科托]，分别表示1027、10-27、1030、10-30。

## 常见单位
- 长度（m） ：Mm, km, dm, cm, mm, dmm, cmm, μm, nm, pm, fm
- 质量（g）：kg, dg, cg, mg
- 容积（L）：dL, cL, mL
- 频率（Hz）：MHz, kHz
- 压强（Pa）：MPa, kPa, hPa
- 时间 （s） ：h, min, s
- 信息量（Byte）：TB, GB, MB, kB（常与二进制乘数词头 TiB, GiB, MiB, kiB 发生混淆，应注意区分）

## 非标准詞頭
2022年引入新前缀之前，有人提議用「xenta」或「xona」（或其他以x字開頭的詞頭）作為代表1027的國際單位制詞頭；以及用一個以x字開頭的詞頭（目前沒有具體的拼法）作為代表10-27的國際單位制詞頭。
為了維護縮寫原則，即是用英文大楷字母來代表大數，而用英文小楷字母來代表小數，「X」將會是代表1027的國際單位制符號，而「x」將會是代表10-27的國際單位制符號。
「xona」來自英文數字詞頭「nona」，「nona」意指九。但是現在有少部份人依然提議用「novetta」作為代表1027的國際單位制詞頭，不過若其獲接納的話，就會喪失詞頭順序與英文字母倒序的對應，以至喪失詞頭與其倒數之詞頭的對應。
还有一些人提議用一些英文大楷字母代替一些英文小楷字母來代表數量，例如用「K」代替「k」來代表103，用「H」代替「h」來代表102，和用「D」代替「da」來代表101，旨在調和國際單位制符號標準。另外，有一些人提議把一些不符合10±3n結構的國際單位制符號剔除。不過，國際度量衡大會暫時擱置對這兩個提議的決定。

## 外部連結
- 用于构成十进倍数和分数单位的词头－《现代汉语词典》2002年增补版（商务印书馆）第1755页表4
- 國務院關於在我國統一實行法定計量單位的命令－中华人民共和国国务院
- 国务院关于在我国统一实行法定计量单位的命令（页面存档备份，存于）－北京市质量技术监督局
- 法定计量单位（页面存档备份，存于）－江西省质监局计量处
- 水利水电量、单位及符号的一般原则（页面存档备份，存于）－中国水利科技信息网
- 法定度量衡單位及其使用之倍數、分數之名稱、定義及代號 （页面存档备份，存于）－經濟部標準檢驗局